# Noció
La noció (en llatí notio) és un terme lingüístic de contingut conceptual divers. La seva etimologia, notio, deriva com l'acció del verb noscere 'conèixer, notar', amb el sentit «acció de conèixer» o «acte del coneixement».
Significats que cal considerar:
- Idea sobre un afer, equivalent a mera 'notícia'. Es té coneixement d'un fet o de quelcom però no s'hi entra de ple a conèixer-lo en profunditat.
- Idea general que permet interpretar el coneixement d'una cosa o d'un fet.
- Definició de quelcom com a conseqüència del significat anterior.
- Idees ja sabudes. A l'ensenyament pedagògic de les ciències s'empra amb freqüència en aquest sentit. Es consideren en la introducció o presentació d'un contingut, com «nocions prèvies» que es donen per «sabudes». Continguts conceptuals que s'han de tenir com requisits per poder comprendre el que ve després. També es publiquen llibres com Nocions d'aritmètica o de qualsevol altra ciència, en el sentit de «coneixement dels elements inicials» que serveixen d'introducció al coneixement més profund de la ciència en qüestió.
- Nocions comunes recuperades pel racionalisme com idees innates anteriors a la formació dels conceptes empírics. Aquest significat està pràcticament oblidat en el pensament de la filosofia actual, però fou filosòficament important a l'edat moderna en la polèmica racionalisme-empirisme sobretot en Spinoza i Leibniz.

## Sentit clàssic
El terme llatí notio és introduït per Ciceró (Topica VII, 31) barrejant els continguts de dos termes grecs: ἔννοια i πρόληψις que tenen un contingut comú però apunten en dues direccions diferents.
ἔννοια fa referència al pensament, i al coneixement quant a intuïció d'allò real com idea. En aquest sentit deriva el contingut de la noció com idea, pensament, intenció o projecte en el sentit de la νοΰς clàssica d'Anaxàgores.
Així ho interpreten els estoics, Crisip de Soli, en el que diuen κοιναί ἔννοιαι, que els llatins varen transformar en notiones communes. Posteriorment han passat a la tradició occidental com «principis o axiomes» del pensament lògic que s'actualitzaven amb l'ús de raó que es considerava madur quan el nen amb set anys començava a comprendre les nocions i operacions lògiques en tant que abstractes i generals. A l'edat moderna els racionalistes el refereixen a les seves idees innates.
πρόληψις prové també dels estoics, fa referència a allò material extern en tant que, percebut pels sentits, deixa en l'ànima una empremta, una imatge-còpia o icona de la cosa, producte de l'experiència. La repetició de la mateixa experiència condueix a la formació del concepte com a tal; la unió o separació de la cosa i el concepte general així elaborat es produeix en el judici. És el judici en tant que expressat mitjançant el llenguatge, on es manifesta la veritat del coneixement. En aquest cas es prioritza allò material del coneixement de la cosa o dels fets sobre el que s'elabora el concepte.

## Sentit modern
El concepte de noció adquireix a l'edat moderna dos matisos fonamentals:
- Com sentit lògic i racionalista derivat de l'ennoia a les idees innates dels racionalistes.
- Com sentit material del contingut d'experiència com prolepsis, en el concepte d'«idea simple», segons Locke, o «impressió» segons Hume per als empiristes.